# Gastrotheca abdita
Gastrotheca abdita es una especie de anfibios de la familia Amphignathodontidae.
Es endémica del Perú.
Su hábitat natural incluye praderas tropicales o subtropicales a gran altitud y pantanos.